# Anaerobutyricum
Anaerobutyricum es un género de bacterias grampositivas de la familia Lachnospiraceae. Fue descrito en el año 2018. Su etimología hace referencia a anaerobio productor de butirato. Es inmóvil y anaerobia estricta. Catalasa y oxidasa negativas. Temperatura de crecimiento óptimo de 37 °C. Fermenta azúcares como galactosa, fructosa, glucosa, maltosa y sorbitol. Se ha aislado del intestino humano. 
La especie Anaerobutyricum soehngenii se ha estudiado para ser utilizado como probiótico en pacientes con síndrome metabólico.